# Christine Mustin-Mayer
Pour les articles homonymes, voir Mustin.
Christine Mayer
Christine Mustin-Mayer, née le 22 décembre 1948 à Munster, est une femme politique française.

## Biographie
Tout d'abord militante au Parti socialiste, elle est élue conseillère municipale de Colmar en 1983. Réélue au conseil municipal en 1989, elle quitte le PS au début des années 1990 et rejoint brièvement le mouvement France unie puis Génération écologie, devenant porte-parole départementale. 
En 1992, elle est candidate du mouvement aux élections régionales, figurant en deuxième position sur la liste « Solidarité Écologie ». L'année suivante, elle se présente dans la 2e circonscription (Ribeauvillé) au nom de l'Entente des écologistes, coalition qui regroupe Les Verts et Génération écologie. Au premier tour, elle arrive deuxième derrière le député sortant CDS Jean-Paul Fuchs avec 17,17 % des voix mais elle est battue le dimanche suivant, recueillant 44,33 % des suffrages.
Lors des élections européennes de 1994, elle figure en onzième place sur la liste « Énergie radicale » conduite par Bernard Tapie et est élue au Parlement européen. Elle siège alors dans le groupe de l'Alliance radicale européenne (ARE) présidé par Catherine Lalumière et est membre de la commission agricole. 
À nouveau candidate à la députation en 1997, elle est éliminée dès le premier tour, arrivant en cinquième position.

## Détail des fonctions et des mandats
Mandat parlementaire
- 19 juillet 1994 - 19 juillet 1999 : députée européenne

Mandat local
- 1983 - 2000 : conseillère municipale de Colmar